# ألكسيس سانتوس
ألكسيس سانتوس هو سباح برتغالي، ولد في 23 مارس 1992 في لشبونة في البرتغال.

## وصلات خارجية
- ألكسيس سانتوس على موقع الاتحاد الدولي للسباحة (الإنجليزية)
- ألكسيس سانتوس على موقع SwimRankings.net (الإنجليزية)
- ألكسيس سانتوس على موقع اللجنة الأولمبية الدولية (الإنجليزية)
- ألكسيس سانتوس على موقع أوليمبيديا (الإنجليزية)